# Mount Wittenberg Orca
Mount Wittenberg Orca es un extended play de Björk y Dirty Projectors, lanzando el 30 de junio de 2010. Las noticias sobre el álbum fueron anunciadas a través de la página oficial de Björk el 26 de junio de 2010, cuatro días antes de su lanzamiento. La recaudación de todas las ventas del EP se usó para crear un proyecto de creación de áreas marinas internacionales protegidas.
Monte Wittenberg se encuentra en Point Reyes National Seashore, California. La inspiración para el EP se produjo cuando de Amber Coffman de Dirty Projectors vio a un grupo de ballenas en la costa durante una excursión en ese lugar.

## Lista de canciones
| N.º | Título                           | Duración |  |
| 1.  | «Ocean»                          | 2:09     |  |
| 2.  | «On and Ever Onward»             | 2:01     |  |
| 3.  | «When the World Comes to an End» | 3:08     |  |
| 4.  | «Beautiful Mother»               | 2:16     |  |
| 5.  | «Sharing Orb»                    | 2:48     |  |
| 6.  | «No Embrace»                     | 4:14     |  |
| 7.  | «All We Are»                     | 4:44     |  |